# Zielko
Zielko – motyw roślinny charakterystyczny dla zdobnictwa regionu Puszczy Białej. 

## Historia
Ziele (zielko) występowało w formie papierowej symetrycznej wycinanki przypominającej gałązkę rośliny bądź drzewka zdobiącej ściany kurpiowskiej izby. Zielkiem nazywano również ornament na haftowanych koszulach lnianych Kurpi Puszczy Białej. Motyw haftowany na płótnie ma symetrycznie rozłożone listki wyszywane ściegiem łańcuszkowym bądź łańcuszkiem kręconym, pomiędzy listkami wyszywany jest kwiat o łukowatej formie, utworzony z różnorodnej kompozycji ściegów kurpiowskich (dziobki, kulasiki, krzyżówka, scyciki, łapecki, ząbki, drabka, łańcuszek, stebnówka). Zielka razem z kółkami  i półkółkami wyszywane na mankietach, kołnierzach i przyramkach tworzyły razem bogatą kompozycję wzorów. Do wyszywania na płótnie stosowano czerwone nici bawełniane, dodając gdzieniegdzie drobne akcenty czarnej nitki dla kontrastu i podbicia barw. 
Zielka to również element haftu pojawiający się na tiulowych czepkach i tiulowych serwetach, wyszywany metodą przetykania białą nitką. Zielko na tiulu miało nieco inną formę wymuszoną strukturą tkaniny, na której haftowano a swoim kształtem przypominało kłosy zbóż  i gałązek jodłowych. 
Rozbudowany haft Puszczy Białej, stosowane bogactwo kompozycji, zestawienie motywów ornamentacyjnych był wynikiem inwencji twórczej kobiet bez naśladowania jakichkolwiek wzorów i nie miał analogii w polskiej sztuce ludowej. 
Zielko jako motyw dekoracyjny pojawia się na polichromii kościoła w Pniewie. 
17 maja 2022 hafciarstwo kurpiowskie z Puszczy Białej, w tym motyw zielka, zostało wpisane na krajową listę niematerialnego dziedzictwa kulturowego.

## Galeria

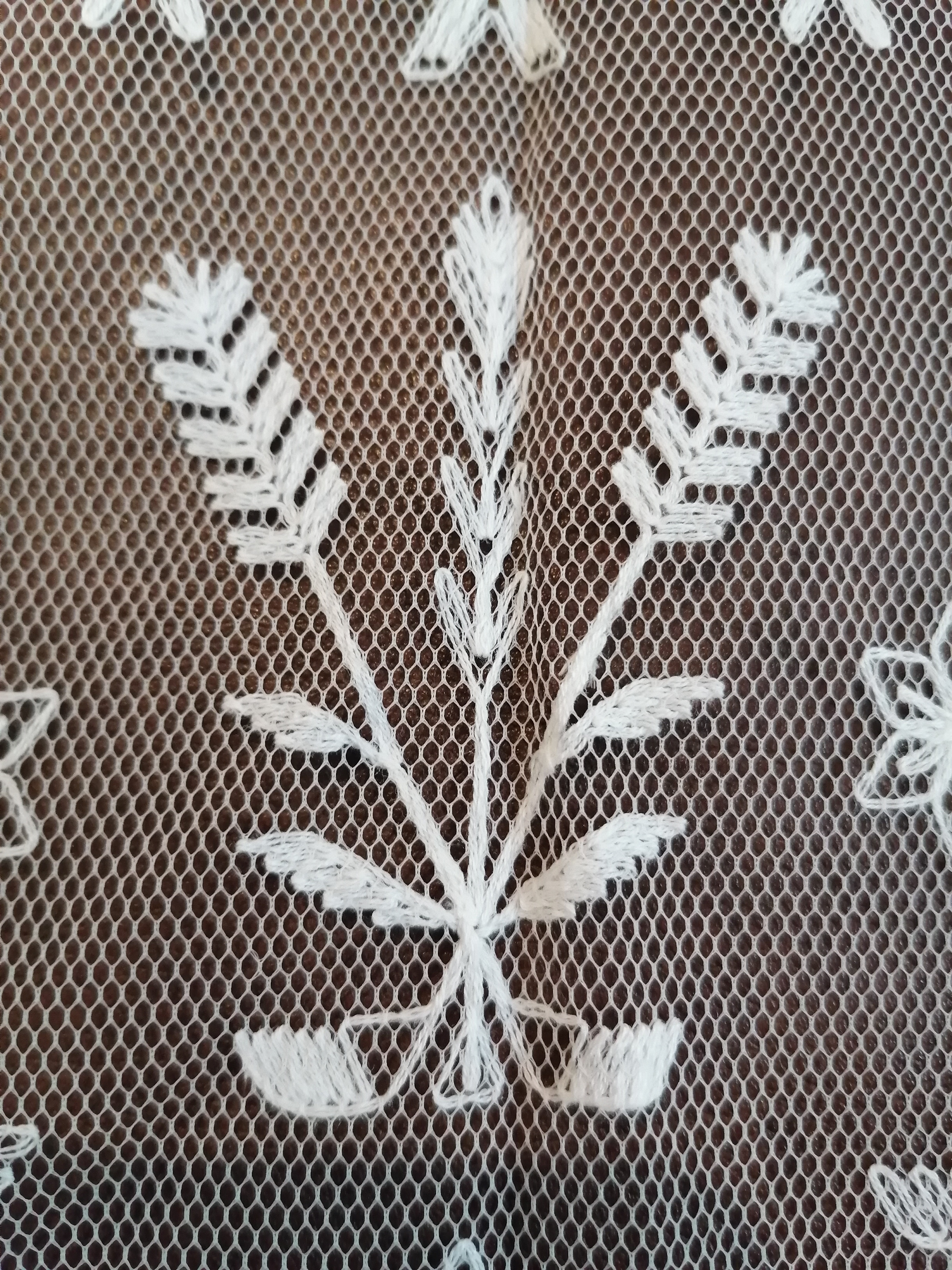
Zielko na tiulu wykonane biała nicią metodą przetkania
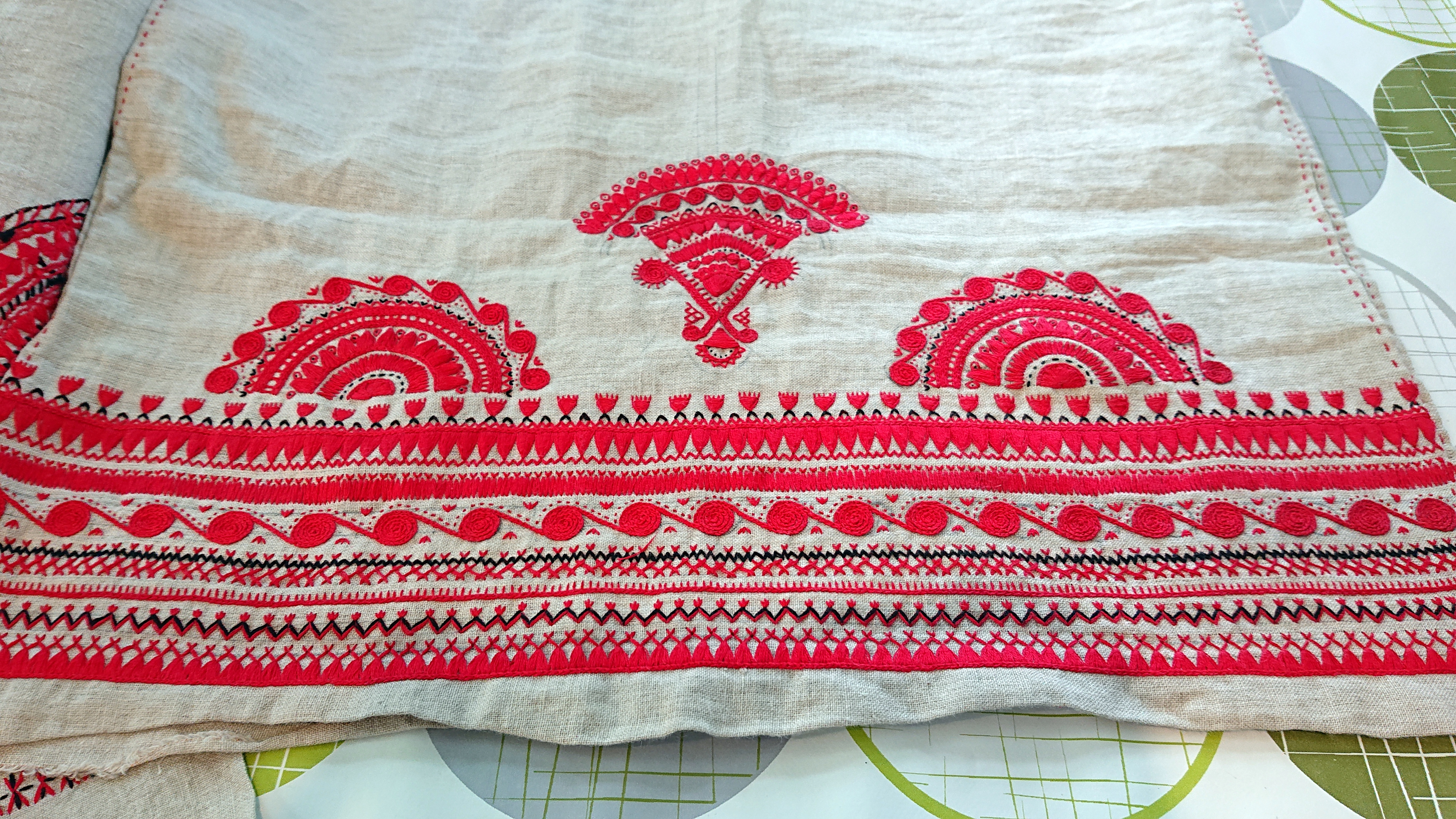
Zielko na materiale
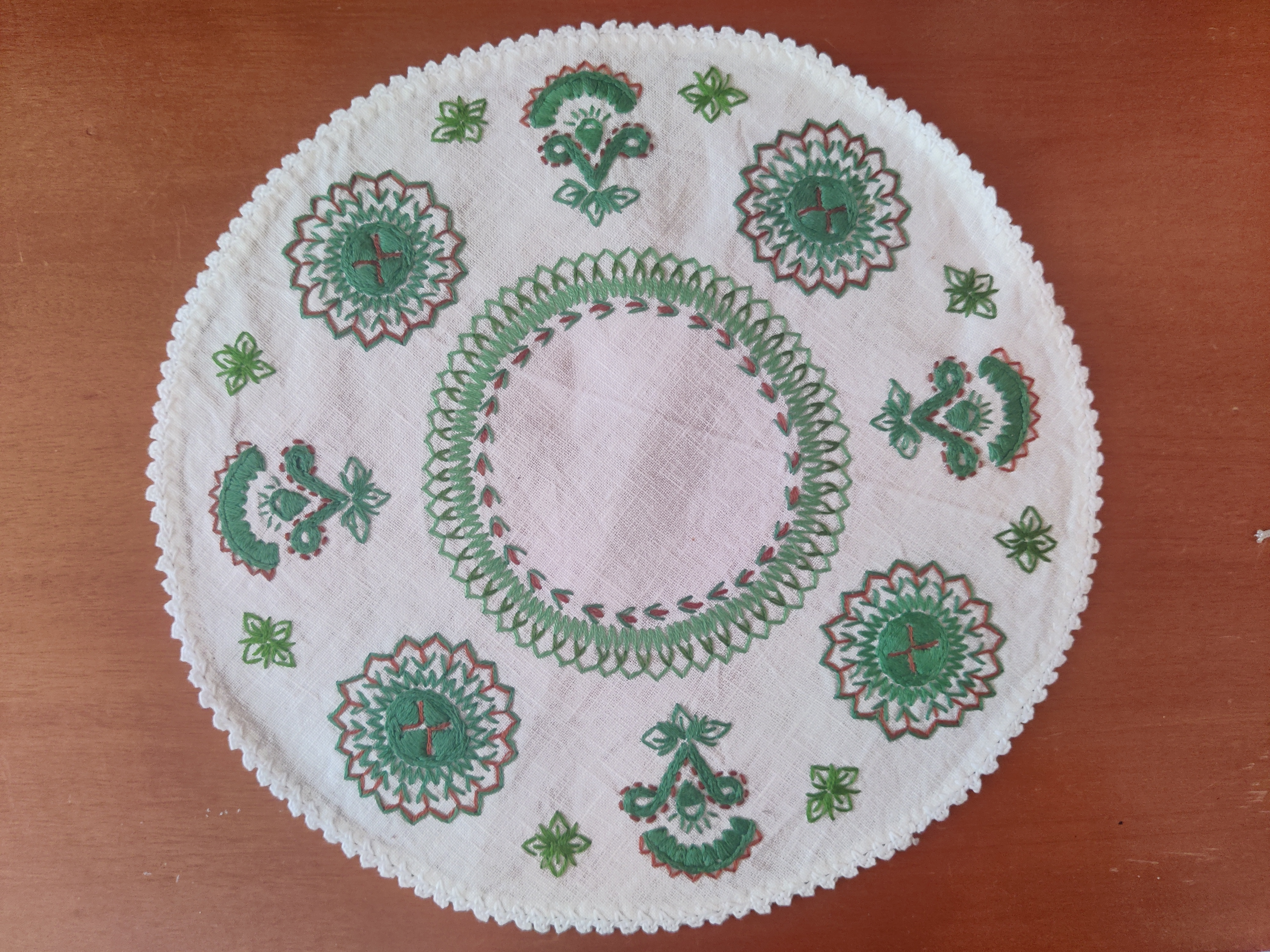
Zielko na serwetce
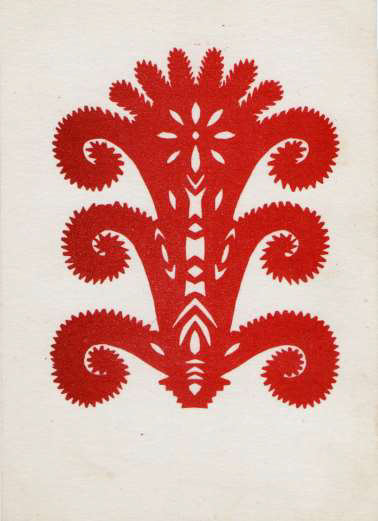
Zielko na pocztówce
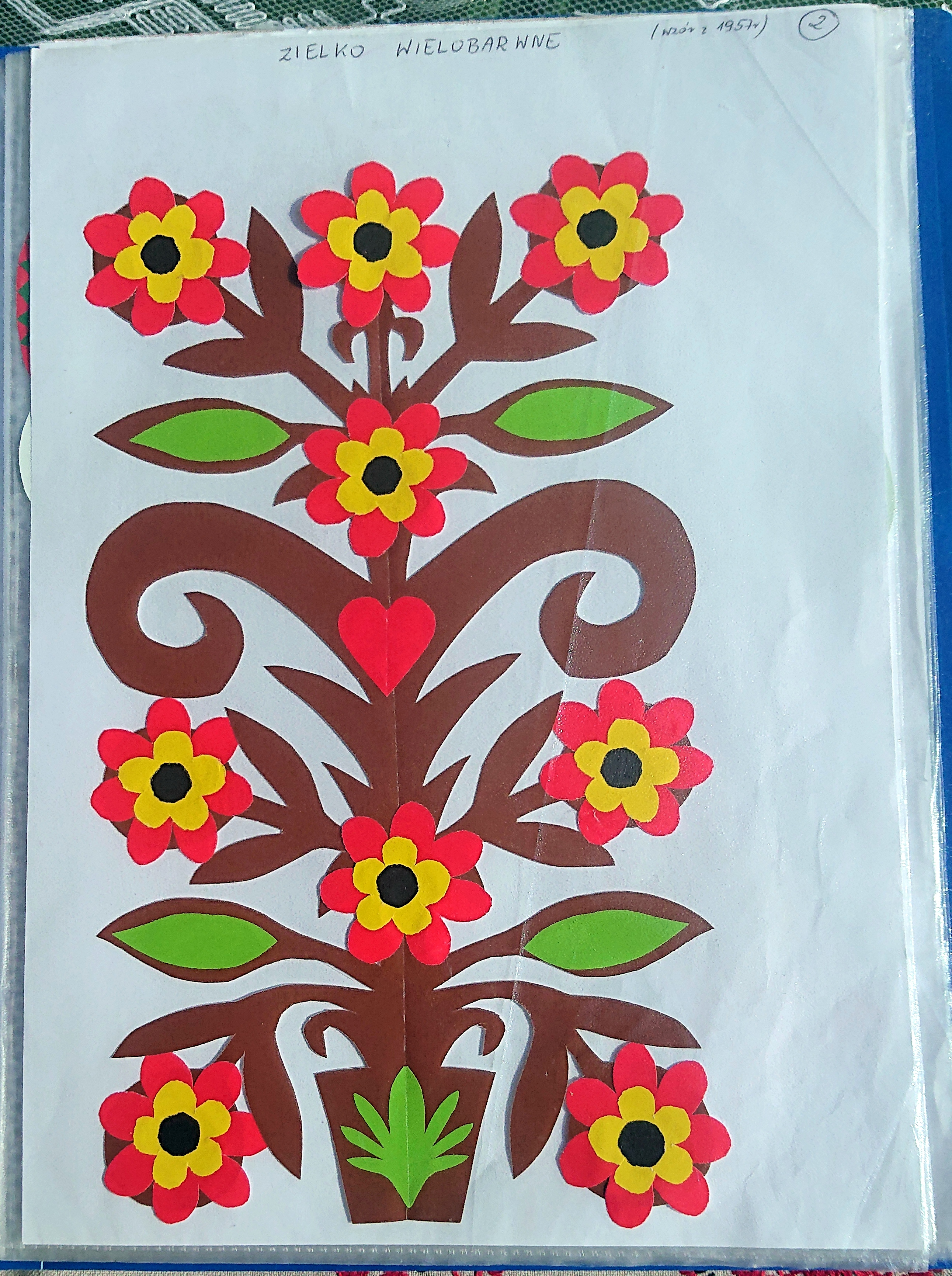
Zielko wielobarwne jako wycinanka
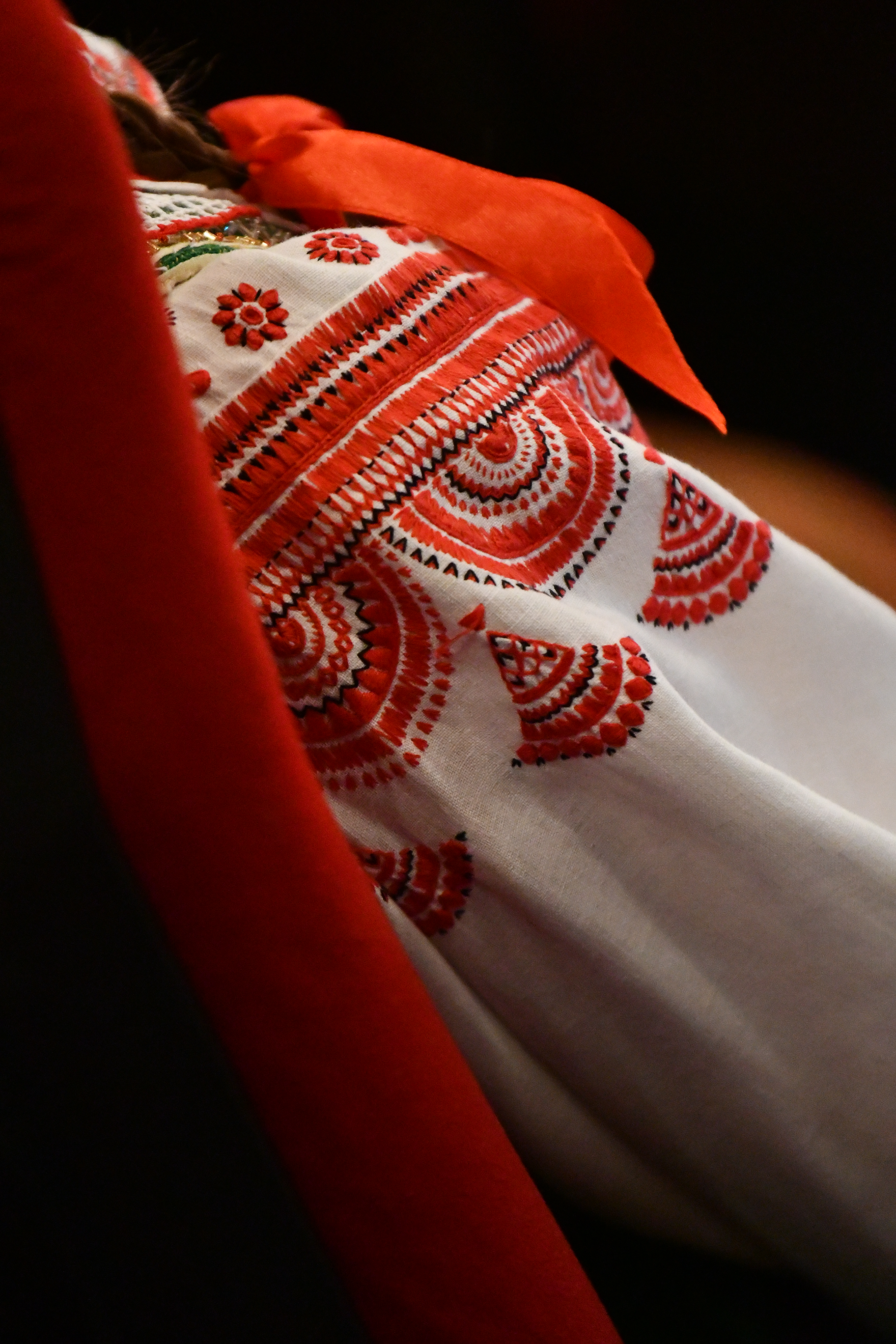
Zielka na koszuli
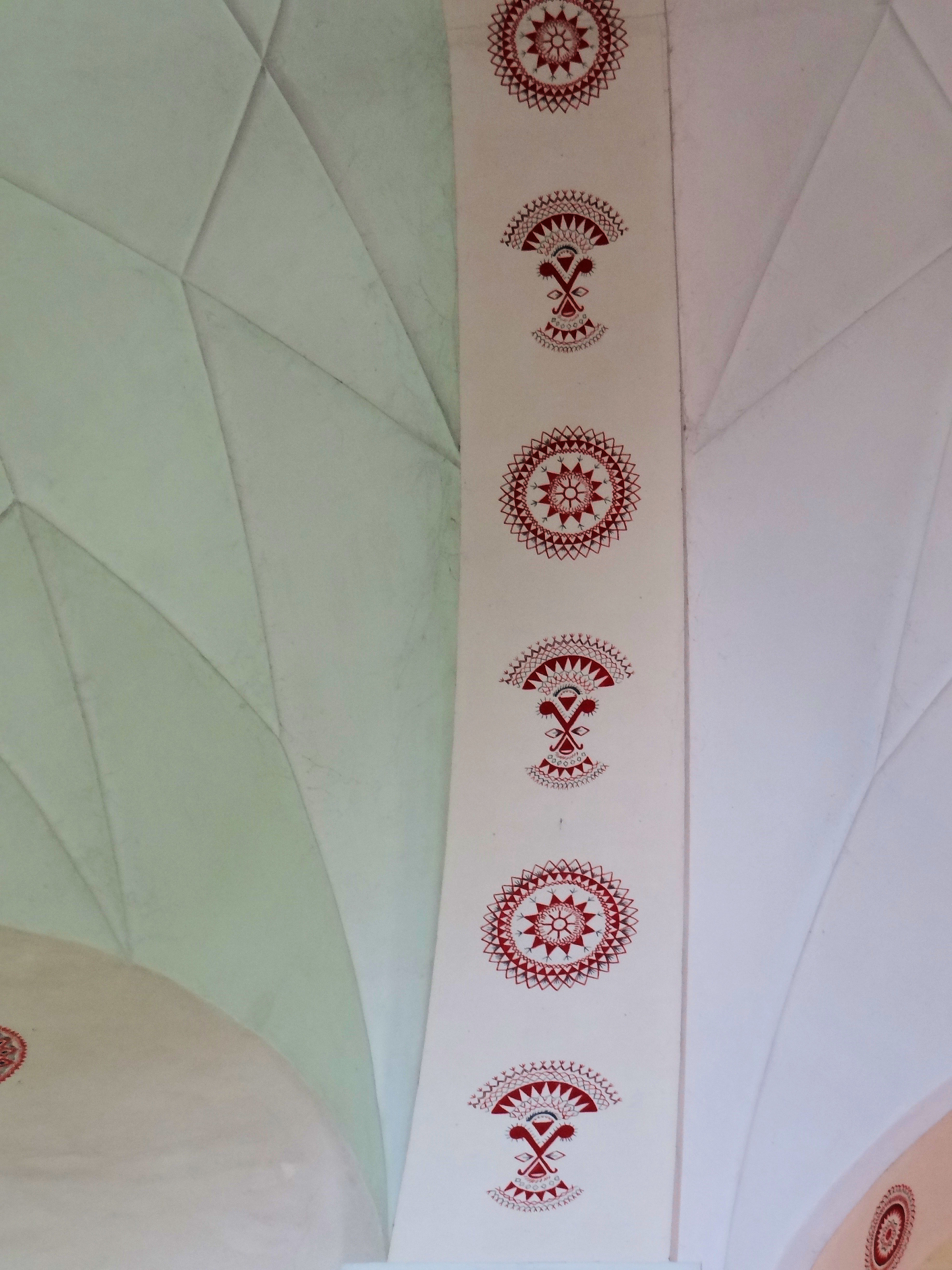
Zielka jako część polichromii kościoła w Pniewie
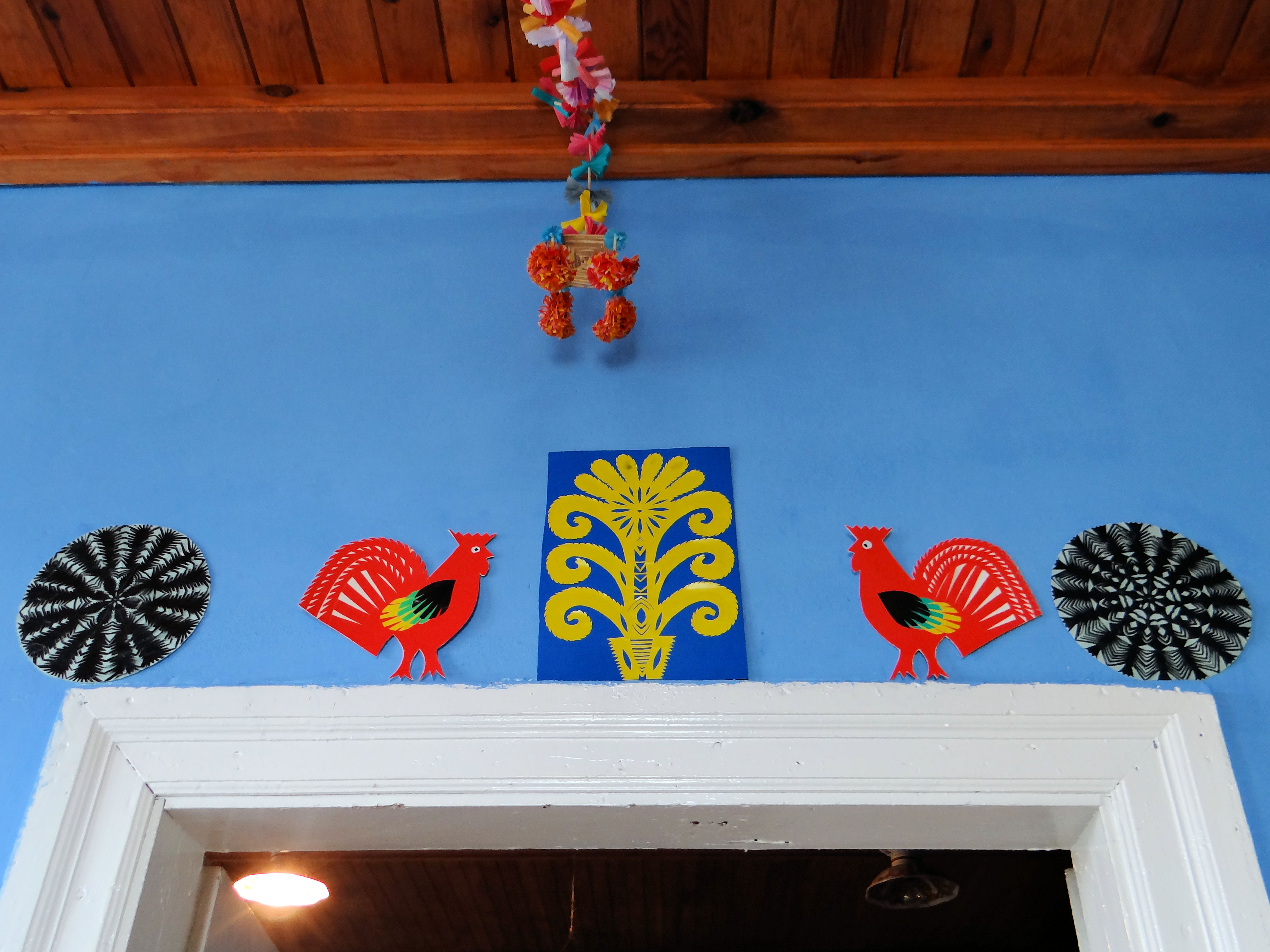
Zielko w postaci wycinanki – dekoracja wnętrza Kuźni Kurpiowskiej w Pniewie
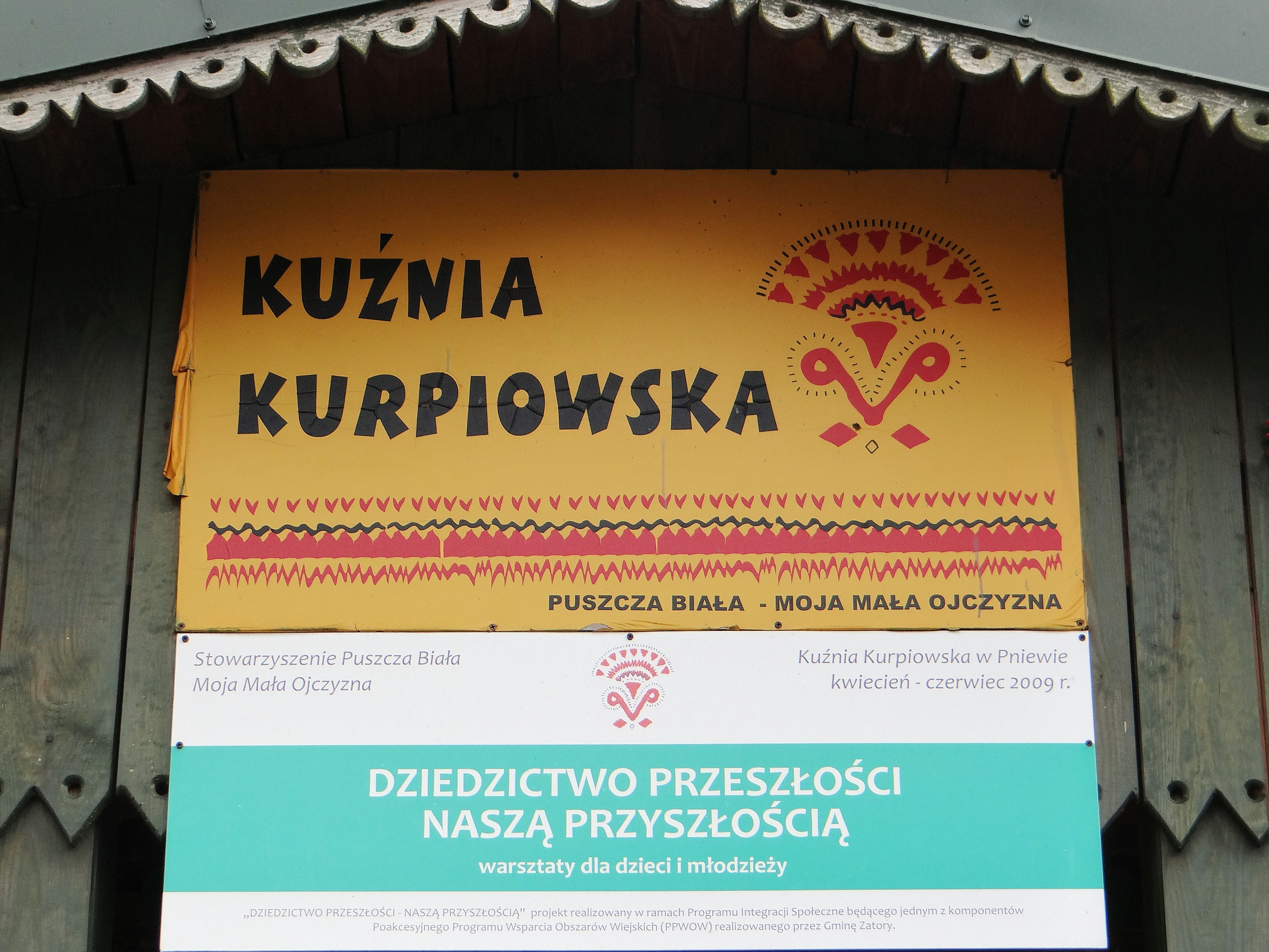
Zielko w identyfikacji wizualnej Kuźni Kurpiowskiej w Pniewie